# Dorota Rabczewska
Doda, kunstnernavn for Dorota Aqualiteja Rabczewska (født 14. februar 1984 i Ciechanów) er en polsk sangerinde.

## Karriere
Doda slog igennem i år 2002 med nummeret To Ty. Og senere har Dżaga (2004), Znak Pokoju (2005), 2 Bajki (2005), Szansa (2006), Katharsis (2007) og Nie Daj Się (2008) haft en vis succes.

## Diskografi

### Studiealbum
- 2002 – Virgin
- 2004 – Bimbo
- 2005 – Ficca
- 2007 – Diamond Bitch
- 2011 – The Seven Temptations
- 2016 – Choni
- 2019 – Dorota
- 2022 – Aquaria

### Singler
- 2002 : To Ty
- 2002 : Mam Tylko Ciebie
- 2003 : Nie Złość Dody
- 2004 : Dżaga
- 2004 : Kolejny Raz
- 2004 : Nie Zawiedź Mnie
- 2005 : Piekarnia
- 2005 : Znak Pokoju
- 2005 : 2 Bajki
- 2006 : Szansa
- 2006 : Dezyda
- 2006 : Opowiem Ci
- 2006 : Dla R. (Nieważne dziś jest)
- 2006 : Inni Przyjaciele
- 2007 : Katharsis
- 2007 : To Jest To
- 2008 : Nie Daj Się
- 2009 : Dziękuję
- 2010 : Bad Girls